# In the Hot Seat
In the Hot Seat es el noveno y último álbum de estudio de la banda inglesa de rock progresivo Emerson, Lake & Palmer, lanzado el 27 de septiembre de 1994 por Victory. Grabado en Goodnight L.A. Studios en Los Ángeles, fue producido por Keith Olsen.
La creación del álbum se complicó por los problemas de salud que enfrentaron tanto el teclista Keith Emerson como el baterista Carl Palmer. Emerson tuvo problemas con el nervio cubital, lo que le dificultó el control de su mano derecha. Como el pronóstico de recuperación después del tratamiento quirúrgico no era prometedor, tuvo que sobregrabar las partes de la mano derecha con la mano izquierda. Palmer sufrió problemas con el síndrome del túnel carpiano, que le provocó entumecimiento en los dedos, pero se libró de él mediante una operación.
A pesar de los esfuerzos del reconocido productor, el álbum fue un fracaso comercial. Recibió muy poca promoción radial y fue el único álbum de estudio de Emerson, Lake y Palmer que no grabó en el US Billboard 200. In the Hot Seat es su álbum menos vendido.                                                                                                                                    
"Daddy" fue escrita por Lake en memoria de la niña desaparecida Sara Anne Wood y fue utilizada para crear conciencia sobre los niños desaparecidos y secuestrados. Las regalías de la canción inicialmente recaudaron $5,000 y se donaron al Centro de Rescate Sara Anne Wood, una fundación nacional sin fines de lucro establecida por el padre de Wood.

## Lista de canciones
1. "Hand of Truth" (Keith Emerson, Greg Lake) – 5:22
2. "Daddy" (Lake) – 4:42
3. "One By One" (Lake, Emerson, Keith Olsen) – 5:07
4. "Heart on Ice" (Lake, Olsen) – 4:19
5. "Thin Line" (Emerson, Olsen, Wray) – 4:45
6. "Man in the Long Black Coat"  (Bob Dylan; arr. Emerson)– 4:12
7. "Change" (Emerson, Lake, Olsen, Wray) – 4:43
8. "Give Me a Reason to Stay" (Steve Diamond, Sam Lorber) – 4:14
9. "Gone Too Soon" (Keith Wechsler, Lake, Wray) – 4:11
10. "Street War" (Emerson, Lake) – 4:24

## Músicos
- Keith Emerson - teclados
- Greg Lake - bajo, guitarra eléctrica y acústica, voz
- Carl Palmer - batería, percusión